# Rojków (województwo mazowieckie)
Rojków – wieś w Polsce położona w województwie mazowieckim, w powiecie wołomińskim, w gminie Poświętne. Ma status sołectwa.
W latach 1975–1998 miejscowość położona była w województwie siedleckim.
Wierni Kościoła rzymskokatolickiego należą do parafii św. Jana Chrzciciela i św. Wojciecha Biskupa Męczennika w Poświętnem.